# Prostituição infantil na Tailândia
A Tailândia tem uma má reputação por ser considerada um centro de turismo sexual infantil e de prostituição infantil. Embora as autoridades nacionais e internacionais trabalhem para proteger as crianças contra o abuso sexual, o problema ainda persiste no país e em muitos outros países do Sudeste Asiático. A prostituição infantil, como outras formas de abuso sexual infantil, não só causa morte e aumentas as taxas de morbidade em milhões de crianças, mas também, viola seus direitos e dignidade.

## História
A exploração sexual de crianças e mulheres na Tailândia remonta a muitos séculos. Durante o Reino de Aiutaia, de 1351 a 1767, as mulheres circulava entre o homens como concubinas ou eram tratadas como despojo de guerra, sendo entregues aos soldados como recompensa. Crianças e mulheres eram usadas como escravas sexuais tinham que obedecer aos seus senhores ou, então, sofreriam castigos.
A escravidão sexual continuou na Tailândia por centenas de anos até o século XX, quando Chulalongkorn buscou uma abordagem mais ocidental em sua política governamental e aboliu a prática. Em contrapartida, a abolição dessas atividades ilegais deixaram muitos sem meios de subsistência, o que reforçou a prostituição.
A prostituição era mais ativa em tempos de guerra. Durante a Segunda Guerra Mundial, sob a ocupação do Japão, as forças japonesas utilizavam mulheres tailandesas como prostitutas. Durante a Guerra do Vietnã, a Tailândia serviu como um destino popular para soldados norte-americanos. Embora os soldados preferissem mulheres em vezes meninas, a indústria do sexo do páis se desenvolveu mais rápido do que nunca. Havia cinco bases dos Estados Unidos da América na Tailância, cada uma abrigando até 50 000 soldados. A escritora Kathryn Farr deixa claro que a correlação entre o número de soltados no Vietnã e o número de prostitutas na Tailândia é significativa, dizendo: "Em 1957, estimava-se que 20 000 prostitutas trabalhavam na Tailânida. Em 1964, esse número subiu para 400 000. Em 1972, quando os Estados Unidos retiraram suas principais tropas de combate do território vietmanita, havia, pelo menos, 500 000 prostitutas em atividade. Desde então, o mercado sexual tailandês simplesmente explodiu."
Desde a década de 1970, o turismo sexual da Tailândia tem aumentado. Em 1973, cerca de 1 milhão de turistas sexuais estavam no páis. Em 1981, este número subiu para 2 milhões. Depois, 4 milhões, em 1988. Na década de 1990, os turistas sexuais estavam ficando cada vez mais presentes no país do que antes, o que fez da atividade um dos meios mais rentáveis de receita em moeda estrangeira na Tailândia. Quando a crise financeira asiática começou, em 1997, fez com que a moeda tailandesa, também conhecida como "Baht", perdesse valor significativo, tornando o país ainda mais barato para este tipo de finalidade e, seguidamente, um dos países mais visitados do Sudeste Asiático. O governo da Tailândia gastou milhões para promover o turismo sexual no país, tanto que mais de 7,5 milhões de turistas em busca de sexo visitaram a região em 1998.

## Fatores causais

### Disparidade econômica
No início da década d 1990, a Tailândia se tornou um dos vários países do Sudeste Asiático a integrar a lista de países recentemente industrializados. O país mudou de uma sociedade agrícola baseada no arroz para uma rápida industrialização. Nesse sentido, o produto interno bruto da Tailândia dobrou na década seguinte.
Algumas regiões, como a Região Nordeste, lutaram para acompanhar a industrialização das regiões vizinhas. Os custos alimentícios, de terra e de ferramentas aumentaram conforme o crescimento da economia, mas o retornos para a produção de arroz e outras práticas agrícolas permaneceram estagnados. O país experimenta, atualmente, uma enorme desigualdade de renda, calculada pelo coeficiente de Gini, em que o país vê um rápido crescimento em áreas ricas, mas nenhum crescimento ou sequer declínio em outros pontos.
Muitas famílias são forçadas a encontrar outros métodos de renda se as suas terras não forem adequadas para a agricultura, além da crescente pressão social para acompanhar o ritmo desenvolvimentista do país. De acordo com o professor de escravidão contemporânea da Universidade de Nottingham, "agora, os pais sentem uma grande necessidade de adquirir bens de consumo que eram desconhecidos até vinte anos atrás". Os traficantes, então, exploram essa vulnerabilidade, convencendo essas famílias a vender suas filhas em troca de dinheiro. As filhas recebem a promessa de um emprego estável na cidade, o que poderia aliviar as dificuldades socioeconômicas que as famílias enfrentam. Alem disso, em certas partes da Tailândia, os pais contam com seus filhos para sustentar a família, pois sofrem com a pobreza e não podem ganhar dinheiro de outra forma. A crença popular na Tailândia é que as crianças têm a responsabilidade de sustentar a família como forma de retribuir os pais por lhes dar morada. Por sua vez, devido à falta de empregos auto sustentáveis nas regiões circunvizinhas, as crianças são forçadas à exploração como escravas sexuais, o que é altamente lucrativo. Outras pessoas tiram vantagem disso, especialmente indivíduos dos países ocidentais.
As crianças não são apenas forçadas à prostituição, mas têm pouco incentivo para refutar a prática. Oferecer apoio à família por qualquer meio é considerado uma boa ação no país. Este ensinamento está embutido na religião preponderante do país, o budismo Teravada. Até  mesmo os homens dessas áreas mencionam, frequentemente, que não se incomodam com o fato de suas esposas serem ex-escravas sexuais, porque isso os tornou ricos. Como as chances de casamentos não são reduzidas devido a isso, a desaprovação da prática é incomum no país.

### Sequestro de crianças
Em algumas circunstâncias, crianças que vivem na Tailândia fogem ou são sequestradas de suas casas. Crianças em situação de vulnerabilidade social são comumente levadas por cafetões e vendidas a indivíduos ou bordeis locais. Os traficantes podem, ainda, vender crianças para pessoas que pretendem sair do país com as crianças adquiridas. De acordo com a Organização das Nações Unidas, crianças são sequestradas no Mianmar, Camboja, Vietnã e Laos para serem traficadas para a Tailândia, onde há uma base de clientes mais fidedigna.